# Nelly Alard
Pour les articles homonymes, voir Alard.
Nelly Alard, née en 1960, est une actrice, scénariste et romancière française, sortie du Conservatoire national supérieur d'art dramatique de Paris en 1985.
En 2015, elle crée avec Capucine Motte le prix littéraire Anaïs-Nin.

## Filmographie

### Actrice
- 1983 : La vie est un roman
- 1984 : Les Fils des alligators (TV) : Hélène
- 1986 : Marée basse
- 1988 : L'Enfance de l'art
- 1990 : Eating ou Le Dernier Secret des femmes : Martine
- 1992 : Venice/Venice : Jeanne
- 1993 : Nestor Burma (série télévisée), saison 3, épisode 3 : Les eaux troubles de javel : Elsa
- 1994 : Opération cyanure (TV) épisode de la série Renseignements généraux
- 1995 : Les Eaux troubles de Javel (TV) épisode de la série Nestor Burma : Elsa
- 1996 : L'Appartement : Madeleine
- 1998 : Le Choix d'une mère (TV) : Catherine
- 1999 : Intrigues (TV) épisode de la série Justice : Martine Mercier
- 2001 : X-Fragile (TV) épisode de la série Commissaire Moulin :  Catherine Vaillant
- 2001 : Duval: Un mort de trop (TV) : Hélène Faucheux
- 2002 : La Loi du sang (TV) épisode de la série Le Grand Patron : Maude
- 2004 : Le Mauvais Fils (TV) épisode de la série Julie Lescaut : Émilie Lannée
- 2004 : Petite môme (TV) épisode de la série B.R.I.G.A.D. : Florence Varez
- 2004 : Sur le fil du rasoir (TV) épisode de la série B.R.I.G.A.D. : Florence Varez
- 2005 : Un ami pour Élodie (TV) épisode de la série Élodie Bradford : Florence Larcher
- 2006 : Doubles vies (TV) épisode de la série Sauveur Giordano :  Marie
- 2006 : De toute urgence! (TV) épisode de la série Joséphine, ange gardien : La mère d'Éric
- 2006 : Paris 2011: La grande inondation (TV) : Dr Jeanne Barot
- 2008 : Le Poids du secret (TV) épisode de la série Le Tuteur  Cécile Delcourt
- 2008 : Frédéric (TV) épisode de la série Cellule Identité Castel Perrin
- 2008 : Dominique (TV) épisode de la série Cellule Identité Castel Perrin
- 2008 : Félix (TV) épisode de la série Cellule Identité Castel Perrin
- 2009 : Ennemis jurés (TV) épisode de la série Joséphine, ange gardien : Laure Blondel
- 2010 : 1788... et demi (série TV) : Anne de Tréville
- 2010 : Risque majeur (TV) épisode de la série Le juge est une femme : Hélène Dunand

### Scénariste
- 1989 : Thank You Satan
- 1994 : The Psychiatrist (TV) épisode de la série Red Shoe Diaries
- 1996 : Four on the Floor (TV) épisode de la série Red Shoe Diaries

## Théâtre
- 1983 : Le Maître et Marguerite de Mikhaïl Boulgakov, mise en scène d'Andrei Serban, Théâtre de la Ville
- 1984 : L'Intervention d'après Victor Hugo, mise en scène de Pierre Vial, CDN de Limoges
- 1986 : L'Illiade d'Homère, mise en scène d'Arlette Téphany, CDN de Limoges
- 1987 : On achève bien les chevaux de Horace McCoy, mise en scène de Micheline Kahn, Cirque d'Hiver
- 1988 : Amphitryon de Molière, mise en scène de Jacques Lassalle, Théâtre national de Strasbourg - Théâtre de l'Est parisien
- 1989 : Oncle Vania d'Anton Tchekhov mise en scène d'Andonis Vouyoucas, Théâtre de la Plaine, Paris
- 1992 : Arlequin serviteur de deux maîtres de Carlo Goldoni, mise en scène de Jean-Louis Thamin, Théâtre du Port de la Lune, Bordeaux
- 1993 : Contre-jour de Jean-Claude Brisville et Jean-Pierre Miquel, Studio des Champs-Elysées, Paris
- 1994 : La guerre de Troie n'aura pas lieu de Jean Giraudoux, mise en scène de Francis Huster, Festival de Perpignan

## Publications

### Romans
- La Manif, Paris, Éditions Gallimard, coll. « Blanche », 2025, 224 p. (ISBN 978-2-07-309775-0)
- Le Crieur de nuit, Paris, Éditions Gallimard, coll. « Blanche », 2010, 111 p. (ISBN 978-2-07-012911-9) — Prix Roger-Nimier 2010
- Moment d'un couple, Paris, Éditions Gallimard, coll. « Blanche », 2013, 375 p. (ISBN 978-2-07-014195-1) — Prix Interallié 2013
- La Vie que tu t'étais imaginée, Paris, Éditions Gallimard, coll. « Blanche », 2020, 464 p. (ISBN 978-2-07-285380-7)

## Distinctions
- Chevalière de l'ordre national du Mérite en 2015

https://www.legifrance.gouv.fr/affichTexte.do?cidTexte=JORFTEXT000030594793&dateTexte=&categorieLien=id 
.